# Patricia Cahill
Pour les articles homonymes, voir Cahill.
Patricia Cahill (née le 3 mars 1942 à Dublin, morte le 11 mai 2022 à Marbella) est une chanteuse irlandaise.

## Biographie
Elle chante dans l'église Notre-Dame du Bon Conseil dès son plus jeune âge et assiste régulièrement à la messe. Elle prend des cours auprès de Daniel McNulty, puis joue dans les spectacles du lundi soir à Our Lady's Hall, Drimnagh. À la sortie de l'école, elle est prête à commencer à travailler dans le bureau de l'ESB à Fleet Street dans la ville, mais elle décide de passer d'abord l'une des auditions ouvertes hebdomadaires au Théâtre Royal.
Sa première apparition en public a lieu au Théâtre Royal de Dublin quand elle a dix-sept ans. Le premier enregistrement commercial Ireland's Patricia Cahill sings for you est enregistré à Dublin puis réédité aux États-Unis sous le titre Danny Boy. À la fin des années 1960 et au début des années 1970, elle apparaît souvent à la télévision irlandaise, plusieurs fois avec Maureen Potter. Elle participe à la finale nationale de l'Irlande au Concours Eurovision de la chanson 1965 avec la chanson I Stand Still arrivant en deuxième position puis à nouveau en 1967 avec la chanson Back to the Hills et arrivant à nouveau deuxième.
Elle apparaît régulièrement dans l'émission de la BBC Songs of Praise, animée par Robert Dougal. Cahill apparaît aussi dans la série A Handful of Songs de RTÉ TV, diffusée sur le réseau ITV de l'époque, au début des années 1970.
Elle se produit au Carnegie Hall, au Royal Albert Hall, a des résidences au Savoy Hotel et au Waldorf Astoria.
Sa dernière apparition professionnelle a lieu au Gaiety Theatre en 1999. Elle chante lors d'une soirée hommage à Maureen Potter, organisée par le producteur de Riverdance John McColgan.

## Vie privée
Cahill est mariée à Ciaran O'Carroll, qui sera son manager, jusqu'à sa mort en 2013. Elle vit dernièrement à Marbella, en Espagne.